# Taiga Ishikawa
Taiga Ishikawa (石川 大我 Ishikawa Taiga, sinh năm 1974) là một chính khách Nhật Bản và nhà hoạt động LGBT. Ông đã được bầu vào Hạ Nghị viện trong cuộc bầu cử Hạ Nghị viện Nhật Bản 2019, trở thành người đồng tính nam công khai đầu tiên được bầu vào một trong hai phòng của chế độ ăn kiêng quốc gia. Trước đây, ông đã trở thành một trong hai chính trị gia đồng tính nam công khai đầu tiên giành chiến thắng trong một cuộc bầu cử trong lịch sử Nhật Bản khi ông được bầu vào tháng 4 năm 2011 tới một vị trí trong hội đồng phường Toshima của Tokyo. Wataru Ishizaka, cũng công khai đồng tính, được bầu trong cùng một cuộc bầu cử vào hội đồng phường Nakano ở Tokyo. Trước khi được bầu vào hội đồng thành phố, ông là chánh văn phòng của Mizuho Fukushima.

## Đời tư và nhà hoạt động
Tốt nghiệp trường Luật Đại học Meiji Gakuin và là người gốc Sugamo, trước đây ông từng làm thư ký cho chủ tịch SDP Mizuho Fukushima, và thành lập tổ chức hỗ trợ đồng tính nam Peer Friends vào năm 2004. Ông ra đời năm 2002 khi mới 28 tuổi thông qua một cuốn hồi ký,  Where is My Boyfriend? (Boku no kareshi wa doko ni iru?). Ông đã hoạt động trong phong trào quyền LGBT của Nhật Bản và xuất hiện trong nhiều loạt phim khác nhau, bao gồm cả Heart-to-Heart của NHK, và đã tham gia cuộc diễu hành Tokyo Pride.